# 황금의 삼각지대

세계의 아편 생산 지역

황금의 삼각지대

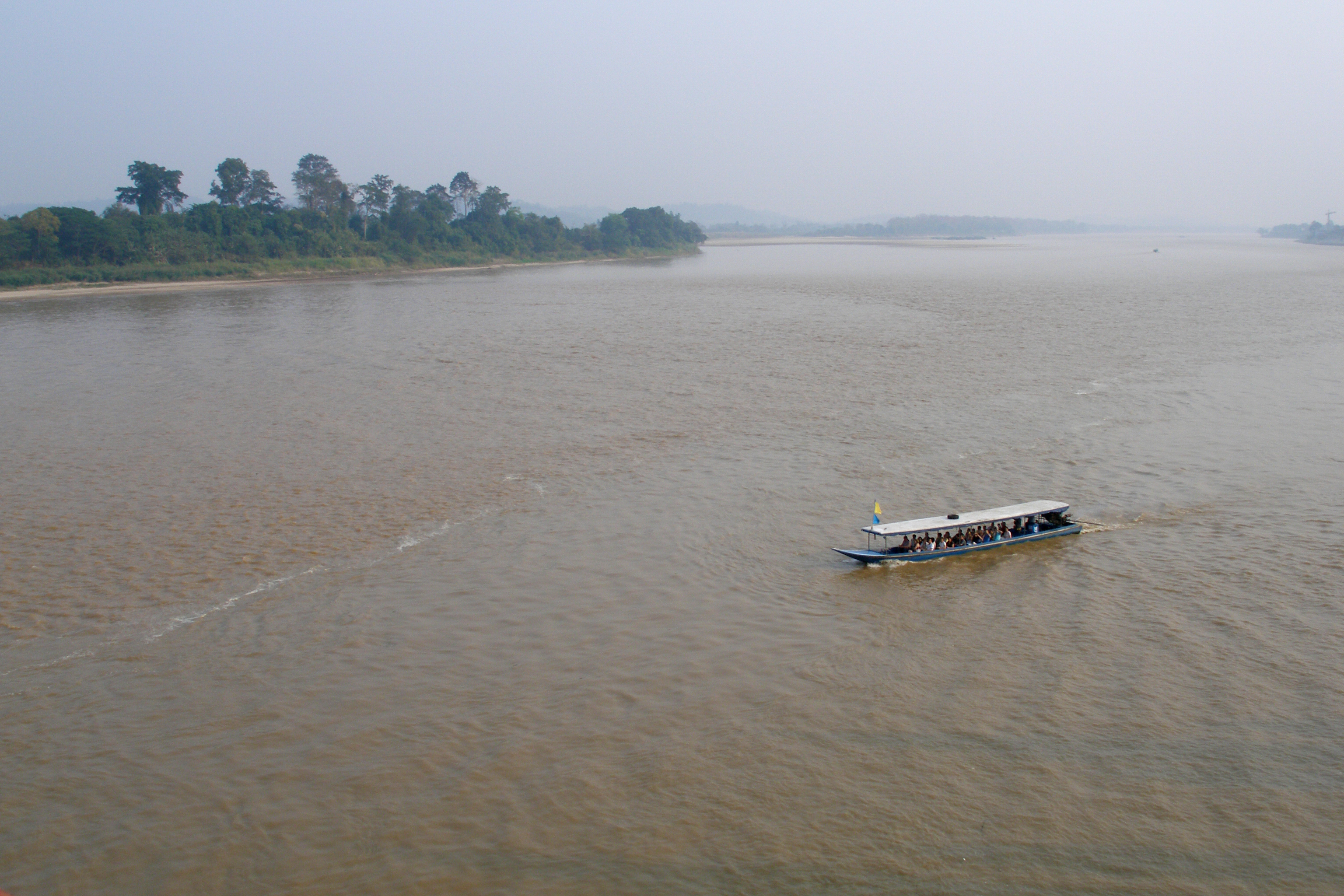

황금의 삼각지대(黃金의 三角地帶, 태국어: สามเหลี่ยมทองคำ)란, 동남아시아의 태국, 미얀마, 라오스의 3국이 메콩강에서 접하는 산악 지대로, 미얀마 동부 샨주에 속한다. 영문 명칭으로는 골든 트라이앵글(Golden Triangle)이며, 아프가니스탄·파키스탄·이란 국경 부근의 황금의 초승달 지대(Golden Crescent)와 대등한 세계 최대의 마약·각성제 밀조 지대였다. 현재는 경제성장과 단속의 강화로, 태국이나 라오스에서의 생산은 감소 경향에 있으나, 반대로 미얀마의 샨주에서는 몇 개의 군벌이 마약 생산 뿐만이 아니라 각성제의 제조도 행하고 있으며, 또 합법 비즈니스를 실시하는 등 양극화의 경향에 있다.

## 미얀마
19세기부터 마약 원료인 양귀비 재배가 시작되었다. 제2차 세계대전 후에는, 중화인민공화국의 성립에 의해 나라를 뺏긴 중화민국의 잔당 무장 조직이, 버마 정부의 지배가 미약한 샨 주 와족 지역으로 비집고 들어가, 독립 지향이 강한 소수민족을 인솔해 반독립국을 형성해 활동 자금원으로 했다. 그 후, 미얀마에서는 중국 국민당 잔당을 대신해 버마 공산당이 마약을 자금원으로 해서 당시의 버마 정부에 대해 무장 투쟁을 전개했다. 중국 국민당 잔당으로부터 독립한 쿤 사가 인솔하는 몬·태국군도 독자적으로 마약 비즈니스를 행하는 등, 미얀마의 정황 불안을 이용해 마약을 산업화해 갔다.
1996년에, '샨족의 독립지원'을 명목으로 오랜 세월 군림한 '마약왕', 몬·태국군 사령관 쿤 사가 미얀마 군사 정권에 본거지를 명도했다. 그러나 이 투항은 군사면에 한정되었고 쿤 사는 신병이 구속되는 일 없이 미얀마 국내에서 비즈니스에 종사했다. 또, 와족 연합군이나 샨 주군은 마약 생산을 속행하는 등, 그 후에도 마약의 밀조나 밀매가 횡행, 계속되고 있으며, 각성제의 제조도 증가하고 있다. 태국 정부는 2004년, 이 지대에서의 연간 마약 원료 생산량이 추정컨대 2,500~3,000톤에 이른다고 발표했다. 어쨌든 조직은 미얀마 정부와 평화를 맺었지만, 무장해제는 거의 행해지지 않았고, 미얀마 정부에 반항적 태도를 취하지 않기만 하면 되었다.
한편, 이러한 자금을 얻어 미얀마 국내나 이웃나라 태국에서 호텔 경영 등 합법적인 비즈니스에 착수하는 조직도 많다. 미얀마 정부는 마약 단속에 주력 하고 있지만, 마약 산업이 자국의 정치 추세에 기인하고 있는 일이나 자국 정부군에게 대항할 수 있는 군사력을 갖추고 있는 것 때문에 강경책보다 회유책을 취하지 않을 수 없는 상태이다.

## 태국
태국에서는 마약의 단속이 어렵고, 미얀마, 라오스에 양귀비밭의 박멸을 요구하고 있지만 미얀마, 라오스 측에서는 양귀비가 궁핍한 농가의 큰 수입원이 되고 있기 때문에 여전히 불법 재배가 끊이지 않는다. 한편 각국 정부 및 유엔 기관은 양귀비를 대신하는 환금 작물로서 차나 커피의 재배를 장려해, 고가의 품종의 우롱차의 재배로 성공하고 있는 지역이 있다. 특히 옛 국민당계의 거주 중국인이 재배하는 재스민차는, 대륙 반공을 단념한 중화민국 정부가 재태국 국민당군 잔당에 위자료와 보상으로서 양도한 것으로, 최고급의 중국차로 여겨진다 (대만에는 중국 국민당이 '중화민족'의 정당성의 증명을 위해서 대륙에서 옮겨 들인 문화재·인재나 기술이 다수 있어, 중국차에 관해서도 대륙보다 대만쪽이 양질인 것이 남아 있었다.). 단속 강화나 경제 성장으로 태국 북부에서의 마약 생산은 거의 소멸했다고 한다.
최근에는 치안도 좋아져 관광객도 들어갈 수 있게 되어 있다.

## 미디어
- KBS 1TV : 《걸어서 세계속으로》

## 같이 보기
- 쿤사